# 院里駅
院里駅（ウォルリえき、朝鮮語: 원리역）は朝鮮民主主義人民共和国平安南道价川市にある駅で、満浦線に属する。 

## 歴史
- 1933年10月15日：開業[1]。

## 隣の駅
満浦線
价川駅 - 院里駅 - 鳳泉駅